# Dicrostonyx vinogradovi
Dicrostonyx vinogradovi is een zoogdier uit de familie van de Cricetidae. De wetenschappelijke naam van de soort werd voor het eerst geldig gepubliceerd door Ognev in 1948.

## Voorkomen
De soort komt voor in Rusland.